# Wer das vergisst
Wer das vergisst (Original: Wer das vergißt) ist ein deutschsprachiger Schlager im Foxtrott von Freddy Quinn aus dem Jahr 1957, das Quinn mit den Horst Wende-Tanzsolisten interpretierte und das in seiner Version auf Platz sieben der deutschen Charts gelangte. Quinn sang es im Film Haie und kleine Fische.

## Inhalt
Quinn singt von Hein, der zu Hause nicht mehr glücklich und zufrieden ist und daher in die weite Welt zieht. Er findet in der Fremde kein Glück und Sehnsucht treibt ihn wieder nach Hause. „Wer das vergisst, dass es in der Heimat doch am schönsten ist, hat im Leben nie gewusst, was Heimat ist.“

## Veröffentlichungen
Die erste Veröffentlichung durch Freddy Quinn geschah als Single mit Heimweh auf der B-Seite (Polydor-Code 23 381).
Weitere Veröffentlichungen waren das Extended-Play-Album Fernweh und Sehnsucht (1957, Polydor-Code 20 266 EPH), Die Gitarre und das Meer (1960, Polydor-Code E 76 513) sowie La Paloma (1963, Polydor-Code 60 133). Auf seinem ersten Studioalbum Freddy (Polydor-Code 45 146 LPH) war Wer das vergisst ebenfalls zu finden.

## Chartplatzierungen
| ChartsChartplatzierungen | Höchstplatzierung | Wochen |
| ------------------------ | ----------------- | ------ |
| Deutschland (GfK)        | 7 (16 Wo.)        | 16     |

## Coverversionen
Freddy Quinn selbst sang das Lied in Englisch (I’m Coming Home) und Französisch (Le seul pays). Weitere Coverversionen sind:
- Hans Brandel, 1957 (Want wie vergeet, Niederländisch)
- Fred Bertelmann, 1957
- Harry Graf, 1957
- Jost Wöhrmann mit den Arizona-Boys, 1957
- Lutz Landers, 1957
- Tony Osborne Quartett, 1957
- Freddy Wilm & Das Scherfling-Quartett, 1958